# MT-TL1
Митохондриальная тРНК лейцина 1 (англ. Mitochondrially encoded tRNA leucine 1 (UUA/G)) — тРНК человека, кодируемая митохондриальным геном MT-TL1. Представляет собой молекулу транспортной РНК длиной в 75 нуклеотидов (в позиции 3230-3304 на карте митохондриальной ДНК), основной функцией MT-TL1 является перенос остатка аминокислоты лейцина к растущей полипептидной цепочке при трансляции митохондриальных мРНК на рибосомах митохондрий.

## Клиническое значение
Описано около 20 мутаций MTTL1.
Мутации вызывают следующие митохондриальные заболевания:
- синдром MELAS
- наследуемый по материнской линии синдром диабета и глухоты, он же сахарный диабет, сопровождающийся глухотой (MIDD, DAD) — ассоциирован с мутацией A3243G
- синдром MERRF

Набор симптомов и их тяжесть в каждом случае могут значительно варьировать.

### A3243G
Наиболее распространена мутация A3243G. По данным одного крупного исследования, эта мутация является самой распространённой из 10 наиболее известных митохондриальных мутаций в общей популяции. Другое крупное исследование австралийской популяции говорит о распространённости на уровне 236/100000 чел. (1 из 423). Около 1,5 % случаев диабета связано с ней, по данным разных исследований. По данным одного небольшого (14 человек) исследования, у носителей этой мутации снижен метаболизм кислорода в мозге (в среднем на 26 %, разброс 18—29 %). Продолжительность их жизни ниже, чем у людей, аналогичных по демографическим показателям. Возможно, гетероплазмия, а также влияние других генов, обуславливают многообразие проявлений мутации: она описана у пациентов с синдромами MIDD и MELAS, при сочетании MELAS/MERRF, при синдроме Лея, хронической прогрессирующей внешней офтальмоплегии (CPEO), синдроме Кернса-Сейра.
Интересно отметить, что пропорция митохондрий с этой мутацией в крови относительно «здоровых» митохондрий (см. гетероплазмия) с возрастом медленно снижается, что затрудняет оценку уровня мутации, поскольку в других тканях он остаётся высоким. Этот феномен исследуется. Возможна неинвазивная оценка данной мутации при анализе мочи.

## Обзоры
- Генетические, патогенетические и фенотипные проявления митохондриальной мутации A3243G гена tRNALeu(UUR)" (2007 год): полный текст статьи на англ. языке. Finsterer J. Genetic, pathogenetic, and phenotypic implications of the mitochondrial A3243G tRNALeu(UUR) mutation (недоступная ссылка — история) (англ.) // Acta Neurol. Scand.[англ.] : journal. — 2007. — July (vol. 116, no. 1). — P. 1—14. — doi:10.1111/j.1600-0404.2007.00836.x. — PMID 17587249.